# Động đất ngoài khơi biển Okhotsk 2013
Động đất ngoài khơi biển Okhotsk 2013 (オホーツク海深発地震) là trận động đất xảy ra vào lúc 15:44 (UTC+9), ngày 24 tháng 5 năm 2013. Trận động đất có cường độ 8.3 richter. Tâm chấn độ sâu khoảng 609 km. USGS đã phát cảnh báo sóng thần cho bờ biển Okhotsk, nhưng đã gỡ bỏ ngay sau đó. Trận động đất không gây thiệt hại về người.